# Bitwa pod Oleśnicą
Bitwa pod Oleśnicą – pod koniec lata 1343 roku, po zawarciu z zakonem krzyżackim wieczystego pokoju w Kaliszu, Kazimierz III Wielki rozpoczął wojnę o Wschowę, ostatni skrawek Wielkopolski będący pod panowaniem księcia żagańskiego Henryka V Żelaznego.
Król Polski korzystając z zamieszania na Śląsku uderzył na ziemię wschowską i zdobył ją błyskawicznie. W konflikcie księcia żagańskiego wsparli jego stryjowie Konrad I oleśnicki i Jan ścinawski. Śląska Kronika książąt polskich podaje, że wojska królewskie, które podeszły pod Oleśnicę zostały rozbite. W bitwie tej siłami śląskim dowodził książę oleśnicki Konrad, natomiast nic nie wiadomo o osobistym dowodzeniu siłami królewskimi przez Kazimierza Wielkiego. Przyjmuje się, że króla polskiego pod Oleśnicą nie było, gdyż w tym samym czasie dowodził siłami zdobywającymi Ścinawę.